# Hedvika Francouzská (1003–1063)
Hedvika Francouzská (francouzsky Hedwige de France; 1003? – po 1063?) byla hraběnka z Nevers a Auxerre z dynastie Kapetovců.

## Životopis
Narodila se jako dcera krále Roberta II. Francouzského a jeho třetí choti Konstancie, dcery provensálského hraběte Viléma I.
25. ledna 1016 se provdala za hraběte Renauda I. z Nevers a jako věno dostala od otce hrabství Auxerre. Hrabě Renaud padl roku 1040 a Hedvika zemřela po roce 1063.